# 모래언덕털북숭이발저빌
모래언덕털북숭이발저빌 또는 나미비아모래언덕저빌(Gerbillurus tytonis)은 황무지쥐아과에 속하는 설치류의 일종이다. 나미비아에서만 발견된다. 자연 서식지는 온대 사막이다.

## 특징
꼬리 길이 113~141mm를 포함한 전체 몸길이가 205~240mm인 작은 설치류로 발 길이는 28~36mm이고 귀 길이는 12~14mm이다. 길고 헝크러진 털을 갖고 있다. 등 쪽은 밝고 불그스레한 색부터 갈색까지 띠는 반면에 배 쪽과 다리는 희다.

## 생태
땅 위에서 주로 생활하는 육상성 동물이고, 야행성 동물이다. 낮 동안에는 깊은 굴 속에 피신한다. 먹이는 식물과 절지동물이고 부분적으로 씨앗이다. 여름에 번식을 한다.

## 분포 및 서식지
나미비아 서부에 널리 분포한다. 최대 300m의 모래 언덕에서 서식한다.